# Bandiera del Territorio del Nord
La bandiera del Territorio del Nord, disegnata da Robert Ingpen, un artista del Victoria, è stata adottata il 1º luglio 1978. A differenza delle altre bandiere degli stati e dei territori australiani, la bandiera del Territorio del Nord non è una Blue Ensign, questo perché essendo stato creato nel 1978 non ha mai avuto uno status coloniale.
La bandiera è divisa in tre parti. Il terzo più vicino al pennone, che occupa un terzo della bandiera, consiste di una banda nera con una Croce del Sud bianca. I restanti due terzi sono di colore ocra, e raffigurano una rosa del deserto di Sturt (Gossypium sturtianum) stilizzata, con sette petali bianchi e il centro nero con sette punte. I sette petali rappresentano i sei stati federazione australiana e il Territorio del Nord.